# Mike Eastwood
Pour les articles homonymes, voir Eastwood.
Michael Barry Eastwood (né le 1er juillet 1967 à Ottawa dans la province d'Ontario au Canada) est un joueur professionnel canadien de hockey sur glace. Il évoluait au poste de centre.

## Biographie
Il est repêché par les Maple Leafs de Toronto au 91e rang, lors du cinquième tour, durant le repêchage d'entrée dans la LNH 1987 alors qu'il évoluait au niveau junior A. Il décide par la suite d'aller faire ses études à l'université de l'Ouest du Michigan et joue pour l'équipe des Broncos, avec lesquels il joue quatre saisons. 
Lors de sa première saison professionnelle en 1991-1992, il joue 9 parties dans la LNH avec les Maple Leafs de Toronto. Après deux saisons entre la LAH et la LNH, il devient un joueur régulier dans la LNH en 1993-1994, alors qu'il passe toute la saison avec Toronto et prend part à 54 parties.
Il joue ensuite avec les Jets de Winnipeg, les Coyotes de Phoenix et les Rangers de New York avant de se retrouver avec les Blues de Saint-Louis via transaction durant la saison 1997-1998. C'est avec les Blues qu'il passe le plus de temps durant sa carrière LNH, jouant six saisons avec cette équipe. Il réalise sa meilleure saison offensive dans la LNH en 1999-2000 alors qu'il récolte 34 points, dont 19 buts.
Il reste avec les Blues jusqu'en décembre 2002 puisqu'il est soumis au ballotage puis est réclamé par les Blackhawks de Chicago, équipe avec laquelle il termine la saison. Il joue sa dernière saison professionnelle avec les Penguins de Pittsburgh en 2003-2004.
De 2014 à 2016, il a été entraîneur adjoint pour les 67 d'Ottawa, équipe junior évoluant dans la Ligue de hockey de l'Ontario.

## Statistiques
| Saison     | Équipe                      | Ligue      |     | Saison régulière | Saison régulière | Saison régulière | Saison régulière | Saison régulière |    | Séries éliminatoires | Séries éliminatoires | Séries éliminatoires | Séries éliminatoires | Séries éliminatoires |
| Saison     | Équipe                      | Ligue      | PJ  | B                | A                | Pts              | Pun              | PJ               | B  | A                    | Pts                  | Pun                  |                      |                      |
| 1984-1985  | Raiders de Nepean           | CJHL       | 46  | 10               | 13               | 23               | 18               | -                | -  | -                    | -                    | -                    |                      |                      |
| 1985-1986  | Raiders de Nepean           | CJHL       | 7   | 4                | 2                | 6                | 6                | -                | -  | -                    | -                    | -                    |                      |                      |
| 1986-1987  | Lumber Kings de Pembroke    | CJHL       | 54  | 58               | 45               | 103              | 62               | 23               | 36 | 11                   | 47                   | 32                   |                      |                      |
| 1987-1988  | Broncos de Western Michigan | CCHA       | 42  | 5                | 8                | 13               | 14               | -                | -  | -                    | -                    | -                    |                      |                      |
| 1988-1989  | Broncos de Western Michigan | CCHA       | 40  | 10               | 13               | 23               | 87               | -                | -  | -                    | -                    | -                    |                      |                      |
| 1989-1990  | Broncos de Western Michigan | CCHA       | 40  | 25               | 27               | 52               | 36               | -                | -  | -                    | -                    | -                    |                      |                      |
| 1990-1991  | Broncos de Western Michigan | CCHA       | 42  | 29               | 32               | 61               | 84               | -                | -  | -                    | -                    | -                    |                      |                      |
| 1991-1992  | Maple Leafs de Saint-Jean   | LAH        | 61  | 18               | 25               | 43               | 28               | 16               | 9  | 10                   | 19                   | 16                   |                      |                      |
| 1991-1992  | Maple Leafs de Toronto      | LNH        | 9   | 0                | 2                | 2                | 4                | -                | -  | -                    | -                    | -                    |                      |                      |
| 1992-1993  | Maple Leafs de Saint-Jean   | LAH        | 60  | 24               | 35               | 59               | 32               | -                | -  | -                    | -                    | -                    |                      |                      |
| 1992-1993  | Maple Leafs de Toronto      | LNH        | 12  | 1                | 6                | 7                | 21               | 10               | 1  | 2                    | 3                    | 8                    |                      |                      |
| 1993-1994  | Maple Leafs de Toronto      | LNH        | 54  | 8                | 10               | 18               | 28               | 18               | 3  | 2                    | 5                    | 12                   |                      |                      |
| 1994-1995  | Maple Leafs de Toronto      | LNH        | 36  | 5                | 5                | 10               | 32               | -                | -  | -                    | -                    | -                    |                      |                      |
| 1994-1995  | Jets de Winnipeg            | LNH        | 13  | 3                | 6                | 9                | 4                | -                | -  | -                    | -                    | -                    |                      |                      |
| 1995-1996  | Jets de Winnipeg            | LNH        | 80  | 14               | 14               | 28               | 20               | 6                | 0  | 1                    | 1                    | 2                    |                      |                      |
| 1996-1997  | Coyotes de Phoenix          | LNH        | 33  | 1                | 3                | 4                | 4                | -                | -  | -                    | -                    | -                    |                      |                      |
| 1996-1997  | Rangers de New York         | LNH        | 27  | 1                | 7                | 8                | 10               | 15               | 1  | 2                    | 3                    | 22                   |                      |                      |
| 1997-1998  | Rangers de New York         | LNH        | 48  | 5                | 5                | 10               | 16               | -                | -  | -                    | -                    | -                    |                      |                      |
| 1997-1998  | Blues de Saint-Louis        | LNH        | 10  | 1                | 0                | 1                | 6                | 3                | 1  | 0                    | 1                    | 0                    |                      |                      |
| 1998-1999  | Blues de Saint-Louis        | LNH        | 82  | 9                | 21               | 30               | 36               | 13               | 1  | 1                    | 2                    | 6                    |                      |                      |
| 1999-2000  | Blues de Saint-Louis        | LNH        | 79  | 19               | 15               | 34               | 32               | 7                | 1  | 1                    | 2                    | 6                    |                      |                      |
| 2000-2001  | Blues de Saint-Louis        | LNH        | 77  | 6                | 17               | 23               | 28               | 15               | 0  | 2                    | 2                    | 2                    |                      |                      |
| 2001-2002  | Blues de Saint-Louis        | LNH        | 71  | 7                | 10               | 17               | 41               | 10               | 0  | 0                    | 0                    | 6                    |                      |                      |
| 2002-2003  | Blues de Saint-Louis        | LNH        | 17  | 1                | 3                | 4                | 8                | -                | -  | -                    | -                    | -                    |                      |                      |
| 2002-2003  | Blackhawks de Chicago       | LNH        | 53  | 2                | 10               | 12               | 24               | -                | -  | -                    | -                    | -                    |                      |                      |
| 2003-2004  | Penguins de Pittsburgh      | LNH        | 82  | 4                | 15               | 19               | 40               | -                | -  | -                    | -                    | -                    |                      |                      |
| Totaux LNH | Totaux LNH                  | Totaux LNH | 783 | 87               | 149              | 236              | 354              | 97               | 8  | 11                   | 19                   | 64                   |                      |                      |

## Trophées et honneurs personnels
- 1990-1991 : nommé dans la deuxième équipe d'étoiles de la CCHA.

## Transactions en carrière
- 1987 : repêché par les Maple Leafs de Toronto au cinquième tour, 91e rang au total.
- 7 avril 1995 : échangé par les Maple Leafs aux Jets de Winnipeg avec un choix de troisième tour au repêchage de 1995 (Brad Isbister) contre Tie Domi.
- 1er juillet 1996 : transféré de Winnipeg à Phoenix, en même temps que la franchise.
- 6 février 1997 : échangé par les Coyotes aux Rangers de New York avec Dallas Eakins contre Jayson More.
- 24 mars 1998 : échangé par les Rangers aux Blues de Saint-Louis contre Harry York.
- 11 décembre 2002 : réclamé au ballotage par les Blackhawks de Chicago en provenance des Blues.
- 31 juillet 2003 : signe en tant qu'agent libre avec les Penguins de Pittsburgh.